# Muntanya de Santa Magdalena (Sant Llorenç de la Muga)
La Muntanya de Santa Magdalena és una serra situada entre els municipis de Sant Llorenç de la Muga i de Terrades a la comarca de l'Alt Empordà, amb una elevació màxima de 526 metres.